# اسیر تو
اسیر تو (به هندی: Chura Liyaa Hai Tumne) و (به انگلیسی: Captured by You) فیلمی هندی محصول سال ۲۰۰۳ و به کارگردانی سانگیت سیوان است. در این فیلم بازیگرانی همچون زاید خان، ایشا دئول، گلشن گروور، ویجای راز، سالیل آنکولا و راکهی ساوانت ایفای نقش کرده‌اند.